# Kristian Mandrup Elster

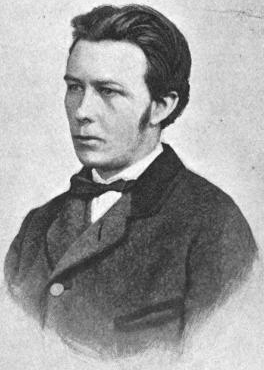
Kristian Mandrup Elster

Kristian Mandrup Elster (* 4. März 1841 in Overhalla; † 11. April 1881 in Trondheim) war ein norwegischer Schriftsteller und Literaturkritiker.

## Leben
Elster war der Sohn des Beamten Christen Christensen Elster und der Enkel von Christen Elster. Er wuchs in zunächst in Overhalla in Nord-Trøndelag auf. 1853 zog die Familie nach Førde. Ab seinem fünfzehnten Lebensjahr besuchte Elster eine Schule in Kristiania. Eigentlich sollte er eine Offizierslaufbahn einschlagen. Seine Kurzsichtigkeit verhinderte das jedoch.
Stattdessen beschäftigte er sich mit Literatur und schrieb Theaterstücke. Bereits 1860 wurde eines seiner Stücke, Fra Fjorden, von Henrik Ibsen, dem damaligen Intendanten des Kristiania Norske Theater, angenommen. Elster selbst war mit seinem Stück jedoch nicht mehr zufrieden und zog es zurück. Drei Jahre später kam sein Stück Eystein Meyla zur Aufführung, war jedoch wenig erfolgreich.
Seine schulischen Pflichten vernachlässigte Elster und insbesondere der Lateinunterricht bereitete ihm große Schwierigkeiten. Erst 1864 legte er das Abitur ab. Danach arbeitete er zunächst als Journalist, ehe er sich von 1867 bis 1868 in Gießen zum Förster ausbilden ließ. Nachdem er noch einige Jahre in Kristiania als Theaterkritiker, unter anderem für die Zeitung Aftenbladet, gearbeitet hatte, erhielt er schließlich 1873 eine Stelle als Forstbeamter in Sør-Trøndelag. Neben seiner Arbeit als Förster war er weiterhin auch als Literaturkritiker tätig, inzwischen für Trondheimer Zeitungen wie Dagsposten.
Seine eigenen literarischen Werke waren beeinflusst von Bjørnstjerne Bjørnson und Iwan Sergejewitsch Turgenew. Er galt als ein wichtiger Vorreiter des Realismus in Norwegen. Gegen Ende der 1870er Jahre fanden sozialistische und anarchistische Ideen unter dem Einfluss der Arbeiterbewegung einen Platz in Elsters Werk.
Elster war seit 1874 mit Sanna Fasting verheiratet. Aus der Ehe gingen drei Söhne hervor. Der jüngste Sohn war Kristian Elster der Jüngere, der später ebenfalls als Schriftsteller Bekanntheit erlangte. Wenige Wochen nach der Geburt seines dritten Sohnes starb Elster an einer Lungenentzündung.
Sein letzter Roman, Farlige Folk, wurde erst postum veröffentlicht. Er fand in Skandinavien große Beachtung und wurde, wie auch einige weitere Werke Elsters, ins Deutsche übersetzt.

## Werke

### Theaterstücke
- Fra Fjorden (1860)
- Audun Hugleikson (1863)
- Eystein Meyla (1863)

### Erzählungen
- Trondals-Rakel (1869)
- En korsgang (1871, dt. Ein Kreuzgang, 1893)
- Solskyer (1877, dt. Sonnenwoklen, 1886)
- En fremmed Fugl (1881, dt. Ein Zugvogel, 1899)

### Romane
- Tora Trondal (1879)
- Farlige Folk (1881, dt. Gefährliche Leute, 1882)